# تویونه، آیچی
تویونه، آیچی (به لاتین: Toyone, Aichi) یک منطقهٔ مسکونی در ژاپن است که در بخش کیتاشیتارا، آیچی واقع شده‌است. تویونه ۱۵۵٫۸۸ کیلومترمربع مساحت و ۱٬۱۴۴ نفر جمعیت دارد.